# 奧斯提亞猶太會堂

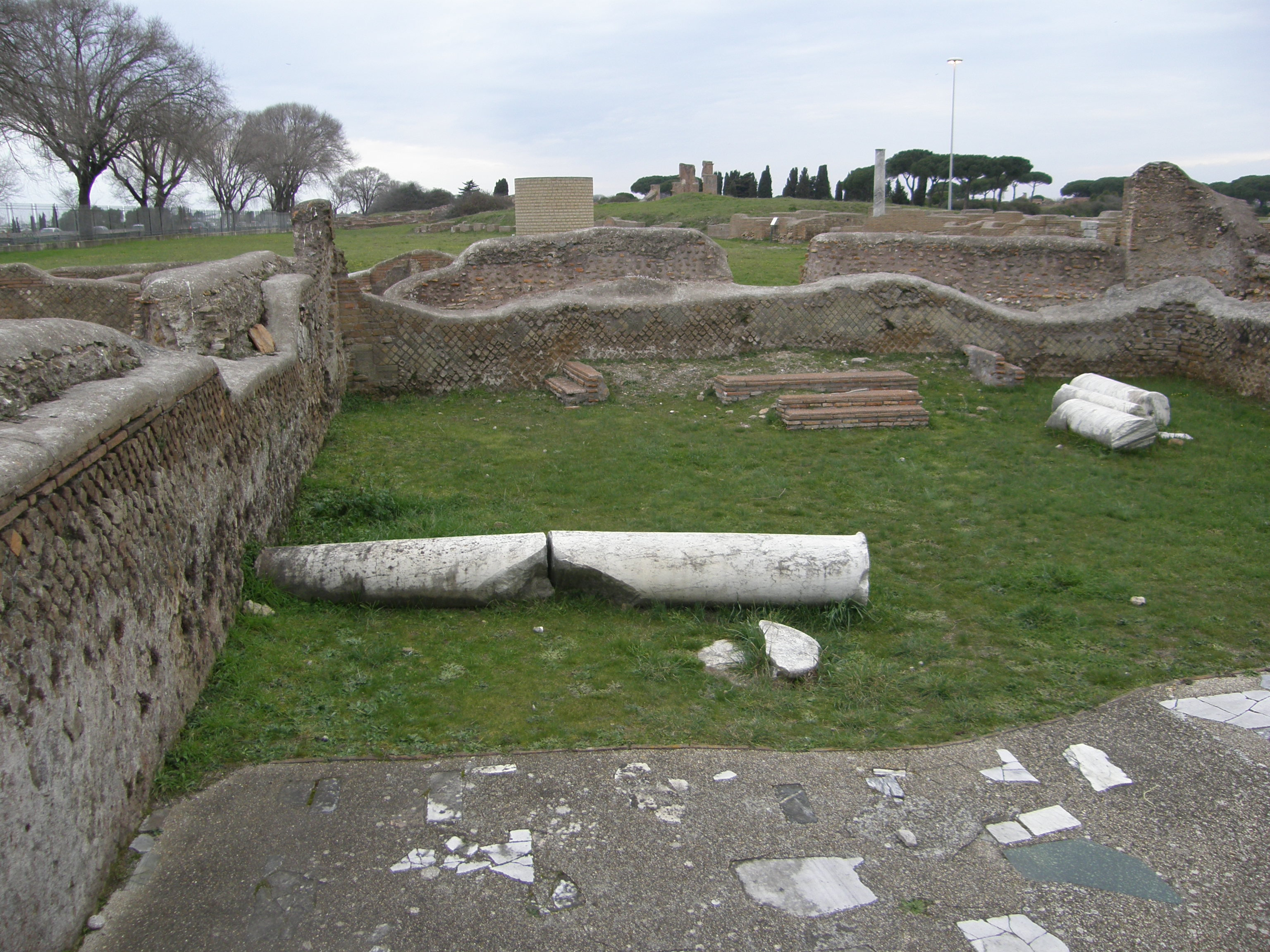

奧斯提亞猶太會堂（Ostia Synagogue）是一座古代猶太會堂，位於羅馬帝國海港奧斯提亞安提卡。這座猶太會堂是世界歷史最古老的猶太會堂之一，修建於克勞狄一世在位時期（西元41至54年），並持續運營至5世紀。  